# Petre Munteanu
Petre Munteanu (Câmpina, regió de Prahova (Romania), 26 de novembre, 1916 – Milà (Llombardia, Itàlia), 18 de juliol, 1988), va ser un tenor líric romanès que va cantar als grans escenaris d'Europa.

## Biografia
Petre Munteanu va estudiar violí i cant al Conservatori de Bucarest i el 1940 va debutar a l'escenari de la Royal Opera House de Bucarest. Va continuar els seus estudis a Alemanya, a Berlín amb Hermann Weißenborn. Després de la Segona Guerra Mundial, Petre Munteanu va actuar amb gran èxit a Itàlia. El 1947 va debutar a l'Òpera de Roma amb el paper de Don Ottavio a Don Giovanni de Mozart i a La Scala de Milà com Ferrando a Così fan tutte. Va participar en les estrenes de les òperes Persèfone d'Igor Stravinski, Il credulo de Domenico Cimarosa i Wozzeck d'Alban Berg a La Scala de Milà.
El 1954 va participar en la primera representació a Itàlia de l'òpera Snegúrotxka de Nikolai Rimski-Kórsakov. A continuació es van presentar a l'Òpera Covent Garden de Londres, a les Òperes Estatals de Viena i Munic, i a les òperes de Trieste, Florència i Nàpols. El 1948 va cantar al Festival d'Edimburg i entre 1948-1949 al Festival de Glyndebourne en el paper de Ferrando a Così fan tutte. El 1960 va participar en l'estrena de l'òpera Intolleranza 1960 de Luigi Nono al Teatre Fenice de Venècia. També va cantar a Madrid, als països escandinaus i a Austràlia (1958).
Els papers més importants que va cantar Petre Munteanu van ser: Tamino a La flauta màgica, Don Ottavio a Don Giovanni, Ferrando a Così fan tutte, Pedrillo a Die Entführung aus dem Serail, Fenton a Falstaff, Casio a Otello, el comte Almaviva a El barber de Sevilla, Pylades a Iphigénie en Tauride de Gluck i Filipeto a I Quatro Rusteghi  de Wolf-Ferrari.
El 1968 va actuar per primera vegada com a director a Torí. Més tard va ser professor al Conservatori Giuseppe Verdi de Milà. Munteanu va destacar com a intèrpret mozartià, oratori (Bach, Handel) i lied, però també va controlar perfectament el repertori del bel canto, cantant a les obres de Vincenzo Bellini, Gioachino Rossini i Gaetano Donizetti.
Petre Munteanu ha gravat a DGG, Philips, Nixa, Westminster, Angelicum, Hunt Records i Foint Cetra.

## Discografia selectiva
CD
- Bach: Magnificat en re major, BWV 243; El temps dels morts és el temps més gran (Actus tragicus), BWV 106
- Berg: Wozzeck - amb Carlo Badioli, Dimitri Lopatto, Dorothy Dow, Hugues Cuénod, Italo Tajo, Joseph Szigeti (viola), Luciano della Pergola, Maria Teresa Mandalari, Mirto Picchi, Petre Munteanu
- Cicles de cançons de Schubert i Schumann - amb Franz Holetschek (pianista), Petre Munteanu (tenor)
- Veus llegendàries: Petre Munteanu I
- Memòries que donen vida: Petre Munteanu II - amb Amalia Pini, Bruna Rizzoli, Petre Munteanu (tenor), Suzanne Danco
- Mozart: Zaide (2007) - amb Frithjof Sentpaul, Fritz Wunderlich, Horst Gunter, Manfred Gerbert, Maria Stader, Petre Munteanu, Stuttgart Radio Symphony Chorus, SWR Stuttgart Radio Symphony Orchestra
- Recital (2003) - diverses actuacions amb Giorgio Favaretto (pianista), Michael Raucheisen (pianista), Petre Munteanu (tenor), Otto Dobrindt (director)
- Verdi: Missa de Rèquiem - amb Gré Brouwenstijn (soprano), Maria von Ilosvay (contralt), Oskar Czerwenka (baix), Petre Munteanu (tenor), cor de l'Acadèmia Nacional de Santa Cecilia, orquestra Acadèmia Nacional de Santa Cecília, Paul van Kempen (director)
- Weber: Oberon - amb Anita Cerquetti, Fernanda Cadoni, Liliana Poli, Miriam Pirazzini, Mirto Picchi, Nicoletta Panni, Petre Munteanu, Piero de Palma, Valerio Degli Abbati

LP
- Johann Sebastian Bach - Passió segons Sant Mateu (BWV 244)
- Ludvig van Beethoven - Simfonia a IX
- Gaetano Donizetti - Don Pasquale - Teatro San Carlo, Napoli, estudi (Philips)
- Wolfgang Amadeus Mozart - Betulia liberata KV 118 - Angelicum Milano, estudi
- Wolfgang Amadeus Mozart - Zaide - Radio Symphony Orchestra Stuttgart
- Franz Schubert - Viatge d'hivern
- Richard Wagner - Tannhäuser - Orchestra del Teatro San Carlo, Napoli, en directe